# Abraham Silberschein
Adolf Henryk Silberschein, znan tudi kot Abraham Silberschein (rojen 30. marca 1882 v Lvovu, Avstro-Ogrska, danes Ukrajina, umrl 30. decembra 1951 v Ženevi, Švica) je bil poljsko-judovski pravnik, aktivist svetovnega judovskega kongresa, sionist, član poljskega Sejma (1922–27). V času holokavsta je bil član Ładośeve skupine, imenovane tudi bernska skupina, neuradnega sodelovanja judovskih organizacij in poljskih diplomatov, ki so izdelovali in tihotapili ilegalne latinskoameriške potne liste v okupirano Poljsko, s tem pa reševali imetnike teh potnih listov in njihove družine pred takojšnjo deportacijo v nacistična taborišča smrti.

## Zgodnje življenje in politična kariera
Silberschein se je rodil v Lvovu kot sin zobozdravnika Jakuba Silberscheina in njegove žene Anne, por. Polturak. Univerzitetni študij je opravil v Lvovu in na Dunaju ter doktoriral iz prava in filozofije. Po vrnitvi je odprl odvetniško prakso v Lvovu na Trybunalski ulici (danes Shevs'ka). V medvojnem obdobju je bil aktiven v sionističnih organizacijah in bil del upravnega odbora kratkotrajne sionistične delavske stranke Hitachdut (Mifleget haAvoda haTzionit „Hitachdut“, 1925-1938). Dr. Silberschein je odšel v Ženevo 9. avgusta 1939, tri tedne pred nemško invazijo na Poljsko.

## Reševalna akcija Ładośeve skupine
Silberschein je v času holokavsta aktivno sodeloval pri poskusu reševanja Judov z organiziranjem potnih listov latinskoameriških držav. To je storil v okviru odbora za pomoč "RELICO", ustanovljenega v Ženevi v sodelovanju s svetovnim judovskim kongresom. 
Sprva so imele te aktivnosti postranski značaj, vendar so jih v letih 1942–43 začeli množično izvajati. Silberschein je ostal v tesnem stiku s poljskimi diplomati Juliuszom Kuhlom, Stefanom Ryniewiczem in Konstantynom Rokickim, zbral pa je tudi sredstva za podkupovanje latinskoameriških častnih konzulov. Sezname upravičencev potnih listov je pretihotapil iz in v geta v okupirani poljski. Sodeloval je tudi s perujskim konzulom Joséjem Marijo Barreto, ki je kasneje postal Pravičnik med narodi, verjetno pa tudi - neodvisno - s konzuli iz Hondurasa in Haitija. 
Švicarska policija ga je jeseni 1943 za kratek čas aretirala. Priznal je, da je deloval v imenu Ryniewicza in Rokickega, od katerega je izvedel za sistem ponarejanja potnih listov in ki ga je prosil za koordiniranje aktivnosti. Tako so lahko kupili veliko število potnih listov po znižani ceni. Silberschein je dejal: 
"Pred nekaj meseci sem se na poljskem poslaništvu v Bernu sestal z gospodom Ryniewiczem, prvim sekretarjem poslaništva, in z gospodom Rokickijem, ki vodi konzularni oddelek v Bernu. Opozorila sta me na dejstvo, da so nekatere osebe v Švici prevzele nalogo zagotoviti južnoameriške potne liste Poljakom, ki so se znašli v različnih državah pod nemško okupacijo. Ti potni listi so imetnikom omogočili izboljšati njihovo usodo.
Šlo je za resnični "črni trg" potnih listov in tisti gospodje iz poslaništva so mi dali vedeti, da bi moral prevzeti vodstvo operacije; Predlog sem sprejel v imenu RELICO. Tako bi se lahko vsi, ki jih to zadeva, izognili plačilu ogromnih denarnih zneskov. Lahko trdim, da je 80% potnih listov plačal Univerzalni judovski odbor.
Dogovoril sem se z gospodom Rockickijem iz konzularnega oddelka poljskega poslaništva v Bernu, ki je prevzel nalogo, da mi dostavlja potne liste iz Paragvaja."
Nosilce potnih listov so Nemci internirali kot državljane nevtralnih držav in jih niso deportirali v taborišča smrti kot večino poljskega judovskega prebivalstva. "Moram reči, da je bila razlika v obravnavanju ogromna in da bi lahko celo rekli, da je pogosto, na ta način, oseba ušla smrti", je pričal Silberschein. 
Po poročilih švicarske policije je Rokicki ročno izpolnil paragvajske potne liste in podkupil Hüglija, včasih pa mu je pomagal tudi njegov judovski podrejeni, ataše Juliusz Kühl. Vodja poslaništvaAleksander Ładoś in njegov namestnik Stefan Ryniewicz sta zagotovila diplomatsko sodelovanje v akciji in posredovala pri policiji, ministrstvu za zunanje zadeve v Švici. in poslaništvu ZDA.
Silberschein je izjavil, da deluje "samo za dobrodelni namen" in "v polnem sodelovanju s poljskimi diplomatskimi organi v Švici". Izjavil je tudi, da je pridobil več potnih listov od konzulov Peruaj, Hondurasa in Haitija. Po Silberscheinovi aretaciji je Stefan Ryniewicz zanj uspešno posredoval pri šefu policije Heinrichu Rothmundu.

## Zapuščina in poznejše življenje
Ocenjujejo, da so dejanja Ładośeve skupine rešila življenja stotin ljudi, večinoma poljskih in nizozemskih Judov, ki so preživeli kot imetniki paragvajskih potnih listov. Tem potnim listom so pod pritiskom Poljske in Svetega sedeža kasneje priznali veljavnost. V primeru Silberscheina bi morala ta številka vključiti tudi nekatere preživele po zaslugi drugih potnih listov, večinoma honduraških. Vloga poslaništva Poljske pri izdelavi in pridobitvi honduraških potnih listov je nejasna. 
Po vojni je Silberschein ostal v Ženevi, kjer se je poročil s svojo tajnico Fanny Hirsch, prav tako udeleženko reševalne akcije. Umrl je 30. decembra 1951 v Ženevi in je pokopan na lokalnem judovskem pokopališču.